# Mount Davidson (Califòrnia)

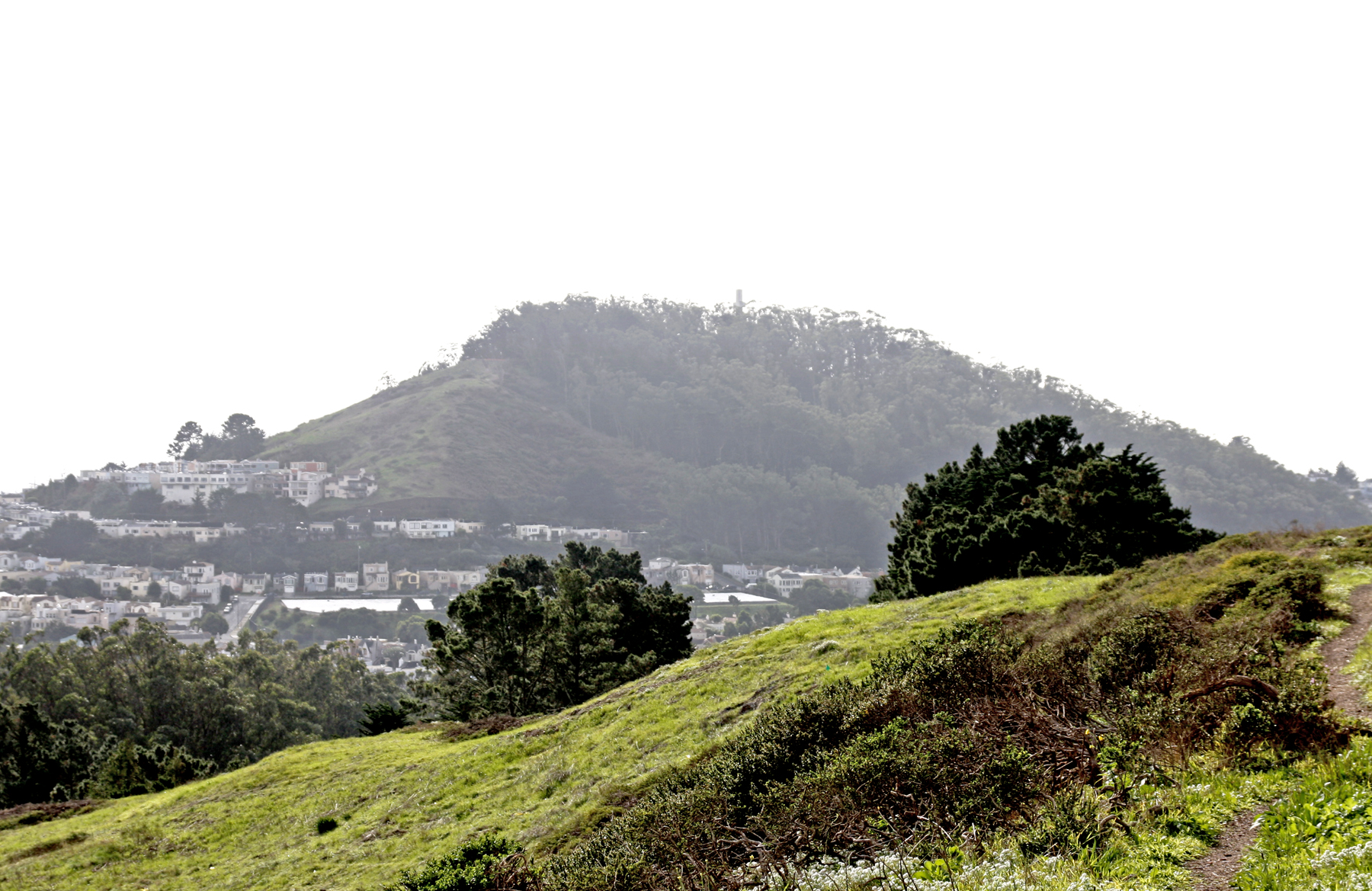
Mount Davidson vist des de Twin Peaks

Mount Davidson és el punt natural més alt de la ciutat de San Francisco, Califòrnia, amb una altitud de 283 metres (928 peus). Es troba prop del centre geogràfic de la ciutat, al sud de Twin Peaks i Portola Drive i a l'oest de Diamond Heights i Glen Park. És un dels Set Turons, "Seven Hills" de la ciutat.
Mount Davidson té al seu cim una gran creu de ciment.

## Història
Adolph Sutro va comprar aquesta parcel·la l'any 1881. Primer es va anomenar "Blue Mountain" i va ser rebatejada "Mount Davidson," per George Davidson, un membre del Sierra Club.

## La creu
La primera creu provisional va ser erigida l'any 1923, la segona ho va ser l'any 1924. La tercera es va posar l'any 1931.
L'any 1933 el batlle Angelo Joseph Rossi va decidir fer una gran creu per commemorar els primers pioners de Califòrnia. La creu definitiva feia 31 m d'alti estava feta de ciment i d'acer. Va ser inaugurada pel president Franklin D. Roosevelt el 24 de març de 1934.
Aquesta matixa creu ha estat objecte de debat entre els residents de San Francisco. L'any 1991 la Unió Americana per les Llibertats Civils, l'American Jewish Congress, i l'Americans United for Separation of Church and State van demandar la ciutat sobre la propietat de la creu. L'any 1997 el 1997 la Ciutat va subhastar 0,38 acres de la parcel·la, incloent-hi la creu, al millor postor que va ser The Council of Armenian American Organizations of Northern California
els quals van instal·lar-hi una placa de bronze en memòria de les víctimes del genocidi armeni de 1915.